# Принцип обоснования
Принцип обоснования — запрещение всех видов деятельности по использованию источников излучения, при которых полученная для человека и общества польза не превышает риск возможного вреда, причиненного дополнительным к естественному радиационному фону облучением. 
Является принципом радиационной безопасности, соблюдение которого наряду с принципами оптимизации и нормирования является одним из основных факторов её обеспечения.
Принцип обоснования должен применяться на стадии принятия решения уполномоченными органами при проектировании новых источников излучения и радиационных объектов, выдаче лицензий и утверждении нормативной и технической документации на использование источников излучения, а также при изменении условий их эксплуатации.
В условиях радиационной аварии принцип обоснования относится не к источникам излучения и условиям облучения, а к защитному мероприятию. При этом в качестве величины пользы оценивается предотвращенная данным мероприятием доза. При этом мероприятия, направленные на восстановление контроля над источниками излучения, должны проводиться в обязательном порядке.

## Практическое применение
В самых простых случаях принцип обоснования проверяют, осуществляя сравнение пользы и вреда от радиационного облучения:
{\displaystyle X-(Y_{1}+Y_{2})\geq 0\qquad (1)},
где {\displaystyle X} — польза от применения источника излучения или условий облучения, за вычетом всех затрат на их создание и эксплуатацию, кроме затрат на радиационную защиту;
{\displaystyle Y_{1}} — затраты на все меры защиты;
{\displaystyle Y_{2}} — вред, наносимый здоровью людей и окружающей среде от облучения, не устранённого защитными мерами.
Разница между пользой {\displaystyle (X)} и суммой вреда {\displaystyle (Y_{1}+Y_{2})} должна быть больше нуля, а при наличии альтернативных способов достижения пользы {\displaystyle (X)} эта разница должна быть ещё и максимальной. Если невозможно достичь полезного эффекта, превышающего негативный, должно приниматься решение о неприемлемости использования в этом случае данного источника излучения.
Также при рассмотрении этого вопроса должны учитываться аспекты промышленной и экологической безопасности.
Проверка соблюдения принципа обоснования, связанная со взвешиванием пользы и вреда от источника излучения, не ограничивается только радиологическими критериями, а включает социальные, экономические, психологические и другие факторы.
Для различных источников излучения и условий облучения конкретные величины пользы имеют свои особенности, например произведенная энергия от АЭС, диагностическая и другая информация, добытые природные ресурсы, обеспеченность жилищем и пр. Все эти факторы по мере возможности сводят к какому-то обобщенному выражению пользы для сопоставления с возможным ущербом от облучения за одинаковые отрезки времени в виде сокращения числа чел-лет жизни. При этом принимается, что облучение в коллективной эффективной дозе в 1 чел-Зв приводит к потере 1 чел-года жизни.
Для количественной оценки используется неравенство:
{\displaystyle Y_{0}>Y_{2}\qquad (2)},
где {\displaystyle Y_{2}} имеет то же значение, что и в формуле {\displaystyle (1)},
{\displaystyle Y_{0}} — вред для здоровья в результате отказа от данного вида деятельности, связанной с облучением.
Качественная оценка может быть выполнена с помощью формулы:
{\displaystyle \sum {((Z/D_{Z})-(Z_{0}/D_{Z_{0}}))}<0\qquad (3)},
где {\displaystyle Z} — интенсивность воздействия вредных факторов в результате деятельности, связанной с облучением;
{\displaystyle Z_{0}} — вредные факторы, воздействующие на персонал или население при отказе от деятельности, связанной с облучением;
{\displaystyle D_{Z}} и {\displaystyle D_{Z_{0}}} — допустимая интенсивность воздействия факторов {\displaystyle Z} и {\displaystyle Z_{0}}.

## См.также
- АЛАРА